# Hate That I Love You
Hate That I Love You è una canzone pop cantata da Rihanna ed è il quarto singolo, registrato nel 2007 ed uscito in Italia il 6 aprile 2008, estratto dall'album Good Girl Gone Bad. Inoltre, negli USA è stato distribuito il 28 agosto 2007, mentre in UK il 12 novembre 2007.
La canzone è in collaborazione con il cantante Ne-Yo, che ha già lavorato in passato con Rihanna nella canzone Unfaithful da lui scritta. Il 21 agosto 2007, è uscita nelle radio americane. La canzone è prodotta da Stargate, che avevano già prodotto anche Unfaithful, Sexy Love e So Sick di Ne-Yo e Irreplaceable di Beyoncé.
Visto l'ottimo successo che la canzone ha ottenuto in Spagna con 3 dischi di platino, è stata realizzata anche una versione spagnola del brano intitolata "Cómo Odio Amarte" (traduzione dall'inglese) in duetto con David Bisbal che canta in spagnolo la parte interpretata da Ne-Yo.

## Critiche
Hate That I Love You ha ricevuto recensioni positive da parte della stampa musicale. Taila Kraines da BBC Music l'ha definito un duetto moderno straordinariamente semplice. Il The New York Times ha definito il duetto vivace.

## Video musicale
Rihanna, con il regista Anthony Mandler ha girato il video Hate That I Love You a Los Angeles il 13 agosto 2007. Il Video era in première sul sito ufficiale dal 24 settembre 2007, ma ha debuttato a Total Request Live il 1º ottobre dello stesso anno ed è entrato direttamente alla n° 9 sino ad arrivare alla numero 1.
Il video inizia con Rihanna sdraiata su un letto dentro ad un appartamento o ad una stanza di un hotel, mentre Ne-Yo cammina su una strada.Rihanna inizia a cantare le prime strofe della canzone e intanto Ne-Yo al primo ritornello ha raggiunto l'edificio dove si trova Rihanna. A questo punto Rihanna inizia a vestirsi, indossa una gonna con movimenti molto sensuali, e con un'alternanza di scene, ritroviamo Rihanna vicino alla balconata a cantare. Subito dopo indossa un cappotto nero e lascia la sua stanza; intanto Ne-Yo entra nell'edificio e si dirige verso l'ascensore. Quando si vedono si sorridono a vicenda e passano senza parlare. Rihanna va al di fuori della costruzione dove si trova un'automobile, mentre Ne-Yo bussa alla porta della sua ragazza. Rihanna apre lo sportello dell'auto e Ne-Yo viene accolto dalla fidanzata e sta per baciarla. Poi si vede che Rihanna è in macchina, sorride al suo arrivo, rivelando che sono loro.
Ci sono scene sensuali con la cantante distesa sul letto dell'hotel con addosso un reggiseno color ambra, distesa su una panca o alzata che fa dei movimenti delicati col viso o le braccia. Alcune volte solleva le braccia e guarda lo schermo; altre invece, è alzata con una luce soffusa rossastra, o ancora distesa o che china all'indietro il viso col reggiseno addosso.

## Tracce
CD Single [Promotional, US]
1. Hate That I Love You (feat. Ne-Yo) – 3:39
2. Hate That I Love You (Instrumental) – 3:39

German Maxi CD Single
1. Hate That I Love You (feat. Ne-Yo) – 3:39
2. Hate That I Love You (K-Klassic remix) – 7:41
3. Hate That I Love You (Instrumental) – 3:39
4. Hate That I Love You (Video) – 4:58

German 2-Track Single
1. Hate That I Love You (feat. Ne-Yo) – 3:39
2. Hate That I Love You (K-Klassic remix) – 7:41

## Classifiche

### Classifiche settimanali
| Classifica (2007-08) | Posizione massima |
| -------------------- | ----------------- |
| Australia            | 14                |
| Austria              | 14                |
| Belgio (Fiandre)     | 23                |
| Belgio (Vallonia)    | 52                |
| Canada               | 17                |
| Danimarca            | 30                |
| Francia              | 16                |
| Germania             | 11                |
| Irlanda              | 13                |
| Nuova Zelanda        | 6                 |
| Paesi Bassi          | 22                |
| Regno Unito          | 15                |
| Spagna               | 37                |
| Stati Uniti          | 7                 |
| Svezia               | 10                |
| Svizzera             | 13                |

### Classifiche di fine anno
| Classifica (2007)  | Posizione |
| ------------------ | --------- |
| Nuova Zelanda      | 48        |
| Regno Unito        | 88        |
| Classifiche (2008) | Posizione |
| Canada             | 100       |
| Francia            | 88        |
| Germania           | 89        |
| Stati Uniti        | 62        |